# 日笠雅人
日笠 雅人（ひがさ まさひと、1970年8月19日 - ）は、北海道名寄市出身の元プロ野球選手（投手）。左投右打。

## 来歴・人物
元々右利きで「投げるほうだけ左にコンバートさせられた」という。
旭川龍谷高校時代には、1987年の第59回選抜高等学校野球大会に出場し1回戦で敗退した。
道都大学へと進学したが家庭の事情により2年春で中退し、社会人野球の新日本製鐵君津にて5年間プレー。在籍していた間にチームは1度も都市対抗野球大会に出場できなかったが、日笠自身は他チームへの補強選手として4度の出場を果たしている。チームメイトに松中信彦らがいた。
1995年のプロ野球ドラフト会議において中日ドラゴンズから7位指名を受け入団した。入団時に得られる契約金の辞退を申し出たことで話題となったが、球団側の配慮で最終的にはある程度の契約金を受け取った。
1年目の1996年から主に中継ぎ投手として起用され、特に1998年シーズンは左のワンポイントリリーフとして46試合に登板したが、翌1999年以降は岩瀬仁紀の台頭やケガにより出場機会が激減し、2000年シーズン終了後に中日を自由契約となった。
その後、福岡ダイエーホークスにテスト入団したが、目立った結果を残せないまま2002年に戦力外通告を受けた。現役続行を希望して12球団合同トライアウトに参加したものの、契約を望む球団は現れなかったため、メジャーリーグ挑戦を目指して渡米した。
2009年、東北楽天ゴールデンイーグルスジュニアスクールのコーチに就任するが1年で退団。

## 詳細情報

### 年度別投手成績
| 年 度     | 球 団     | 登 板 | 先 発 | 完 投 | 完 封 | 無 四 球 | 勝 利 | 敗 戦 | セ 丨 ブ | ホ 丨 ル ド | 勝 率 | 打 者 | 投 球 回 | 被 安 打 | 被 本 塁 打 | 与 四 球 | 敬 遠 | 与 死 球 | 奪 三 振 | 暴 投 | ボ 丨 ク | 失 点 | 自 責 点 | 防 御 率 | W H I P |
| --------- | --------- | ----- | ----- | ----- | ----- | -------- | ----- | ----- | -------- | ----------- | ----- | ----- | -------- | -------- | ----------- | -------- | ----- | -------- | -------- | ----- | -------- | ----- | -------- | -------- | ------- |
| 1996      | 中日      | 24    | 0     | 0     | 0     | 0        | 3     | 1     | 0        | --          | .750  | 137   | 28.0     | 29       | 3           | 24       | 0     | 1        | 18       | 5     | 0        | 22    | 19       | 6.11     | 1.89    |
| 1997      | 中日      | 5     | 0     | 0     | 0     | 0        | 0     | 0     | 0        | --          | ----  | 21    | 4.0      | 5        | 0           | 4        | 0     | 2        | 4        | 1     | 0        | 1     | 1        | 2.25     | 2.25    |
| 1998      | 中日      | 46    | 0     | 0     | 0     | 0        | 0     | 1     | 0        | --          | .000  | 181   | 43.1     | 34       | 2           | 20       | 0     | 2        | 35       | 2     | 0        | 9     | 9        | 1.87     | 1.25    |
| 2000      | 中日      | 2     | 0     | 0     | 0     | 0        | 0     | 0     | 0        | --          | ----  | 19    | 3.0      | 6        | 0           | 1        | 0     | 1        | 3        | 0     | 0        | 4     | 4        | 12.00    | 2.33    |
| 2001      | ダイエー  | 7     | 0     | 0     | 0     | 0        | 0     | 0     | 0        | --          | ----  | 26    | 5.2      | 6        | 0           | 3        | 0     | 0        | 3        | 0     | 0        | 3     | 3        | 4.76     | 1.59    |
| 2002      | ダイエー  | 2     | 0     | 0     | 0     | 0        | 0     | 0     | 0        | --          | ----  | 19    | 4.0      | 7        | 0           | 1        | 0     | 0        | 2        | 0     | 0        | 2     | 2        | 4.50     | 2.00    |
| 通算：6年 | 通算：6年 | 86    | 0     | 0     | 0     | 0        | 3     | 2     | 0        | --          | .600  | 403   | 88.0     | 87       | 5           | 53       | 0     | 6        | 65       | 8     | 0        | 41    | 38       | 3.89     | 1.59    |

### 記録
- 初登板・初勝利：1996年4月7日、対広島東洋カープ3回戦（広島市民球場）、4回裏から4番手で救援登板・完了、3回無失点

### 背番号
- 97 （1996年 - 1998年）
- 12 （1999年 - 2000年）
- 54 （2001年 - 2002年）